# Merriott
Merriott è una cittadina di 1.979 abitanti della contea del Somerset, in Inghilterra.